# IZASUSUME!
「IZASUSUME!」（イザススメ）は2015年4月8日にリリースされたaccessの25thシングル。発売元はDarwin Record。

## 概要
累計売上は0.3万枚と自己最低のセールスを記録、オリコン週間インディーズチャートでは3位にランクインした。タイトル曲のレコーディングにはaccessの作品では初めて、ギタリストとして鮫島巧が参加している。

## 収録曲
1. IZASUSUME!
  - 作詞：貴水博之　作曲・編曲：浅倉大介
2. ELECTLIC☆NIGHT
  - 作詞：貴水博之　作曲・編曲：浅倉大介
3. Vertical Innocence (Instrumental)
  - 作詞：貴水博之・AXS　作曲・編曲：浅倉大介